# Richard Sandrak
Richard Sandrak, também chamado como o Little Hercules (em português: Pequeno Hércules) (Ucrânia, 15 de abril de 1992) é um fisiculturista, praticante de artes marciais e ator, nativo da Ucrânia e naturalizado norte-americano É conhecido por seu físico musculoso em uma idade extremamente jovem, e por sua aparição no documentário The World's Strongest Boy.

## Biografia
Levanta peso desde os dois anos de idade, incentivado por seus pais que, com a ajuda de profissionais da área do fisiculturismo o encaminharam para o ramo. Muitos (inclusive médicos) acreditaram que o seu físico privilegiado era devido a uma dieta anabólica dada e criada pelo seu pai, essa possibilidade só foi descartada após submeterem o garoto a testes que mostraram a ausência dos mesmos em seu organismo.